# 그대 목소리 (영화)
"그대 목소리"는 한국에서 제작된 신경균 감독의 1960년 영화이다. 김진규 등이 주연으로 출연하였고 조용진 등이 제작에 참여하였다.

## 출연

### 주연
- 김진규
- 이민자
- 도금봉

## 기타
- 원작자: 최요안
- 조명: 이병준
- 녹음: 이경순
- 미술: 임명선